# Apollophanes punctatus
Apollophanes punctatus är en spindelart som först beskrevs av Bryant 1948.  Apollophanes punctatus ingår i släktet Apollophanes och familjen snabblöparspindlar. Inga underarter finns listade i Catalogue of Life.